# Merle Frohms
Merle Frohms (Celle, Alemania; 28 de enero de 1995) es una futbolista alemana. Juega de guardameta y su equipo actual es el Real Madrid CF de la Liga F. Fue internacional absoluta con la selección de Alemania desde 2018 hasta 2024.

## Trayectoria
Comenzó su carrera en las inferiores del Fortuna Celle, donde jugó junto a los varones, y en 2011 fichó en el VfL Wolfsburgo, donde esa misma temporada fue parte del primer equipo. Debutó por el Wolfsburgo el 9 de diciembre de 2012, en la victoria por 3-0 de visita ante el FSV Gütersloh.
En la temporada 2012-12 con el club consiguió un triplete, donde ganaron la Bundesliga Femenina, la Copa de fútbol femenino de Alemania y la Liga de Campeones Femenina de la UEFA.
Durante la temporada 2013-14 jugó mayoritariamente en la 2. Frauen-Bundesliga (zona norte), con el equipo reserva del club.
A comienzos de la temporada 2018-19 fichó por el SC Freiburg, donde es la portera titular.
Frohms fichó por el 1. FFC Fráncfort para la temporada 2020.
El 25 de febrero de 2022 regresó a Wolfsburgo.
El 23 de junio de 2025 el Real Madrid anunció su fichaje por tres temporadas, desde el 1 de julio de 2025 hasta el 30 de junio de 2028.

### Selección nacional
Desde 2010 jugó en las categorías juveniles de Alemania. Destaca su participación con la selección de Alemania sub-17 en el Campeonato Europeo Femenino Sub-17 de la UEFA 2011-12, donde ganó la final ante Francia y tapó dos penaltis en la tanda definitoria. En 2012 disputó la Copa Mundial Femenina de Fútbol Sub-17, donde consiguieron el cuarto lugar. En 2013 fue parte del plantel de Alemania sub-19 que llegó a las semifinales del Campeonato Europeo Femenino Sub-19 de la UEFA 2013. Con la selección sub-20 ganó la Copa Mundial Femenina de Fútbol Sub-20 de 2014, derrotando a la selección de Nigeria en la final por la mínima que es 1-0.
Debutó en la selección de Alemania el 6 de octubre de 2018 en la victoria por 3-1 ante Austria en Essen.
Tras su participación en París 2024, anunció su retiro como internacional.

## Clubes
| Club             | País     | Año           |
| ---------------- | -------- | ------------- |
| VfL Wolfsburg II | Alemania | 2012-2018     |
| VfL Wolfsburgo   | Alemania | 2012-2018     |
| SC Freiburg      | Alemania | 2018-2020     |
| 1. FFC Fráncfort | Alemania | 2020-2022     |
| VfL Wolfsburgo   | Alemania | 2022-2025     |
| Real Madrid      | España   | 2025-presente |

## Palmarés

### Títulos nacionales
| Título                              | Club           | País     | Año     |
| ----------------------------------- | -------------- | -------- | ------- |
| Bundesliga Femenina                 | VfL Wolfsburgo | Alemania | 2012–13 |
| Bundesliga Femenina                 | VfL Wolfsburgo | Alemania | 2013–14 |
| Bundesliga Femenina                 | VfL Wolfsburgo | Alemania | 2016–17 |
| Bundesliga Femenina                 | VfL Wolfsburgo | Alemania | 2017–18 |
| Copa de fútbol femenino de Alemania | VfL Wolfsburgo | Alemania | 2012-13 |
| Copa de fútbol femenino de Alemania | VfL Wolfsburgo | Alemania | 2014-15 |
| Copa de fútbol femenino de Alemania | VfL Wolfsburgo | Alemania | 2015-16 |
| Copa de fútbol femenino de Alemania | VfL Wolfsburgo | Alemania | 2016-17 |
| Copa de fútbol femenino de Alemania | VfL Wolfsburgo | Alemania | 2017-18 |

### Títulos internacionales
| Título                                        | Club            | País       | Año     |
| --------------------------------------------- | --------------- | ---------- | ------- |
| Campeonato Europeo Femenino Sub-17 de la UEFA | Alemania sub-17 | Suiza      | 2012    |
| Liga de Campeones Femenina de la UEFA         | VfL Wolfsburgo  | Inglaterra | 2012-13 |
| Liga de Campeones Femenina de la UEFA         | VfL Wolfsburgo  | Portugal   | 2013-14 |
| Copa Mundial Femenina de Fútbol Sub-20        | Alemania sub-20 | Canadá     | 2014    |